# Yahatahigashi-ku
Yahatahigashi-ku (八幡東区?) è uno dei sette quartieri amministrativi della città di Kitakyūshū, in Giappone.